# Cyclocosmia latusicosta
Espèce
Cyclocosmia latusicosta est une espèce d'araignées mygalomorphes de la famille des Halonoproctidae.

## Distribution
Cette espèce se rencontre en Chine au Yunnan et au Guangxi et au Viêt Nam dans les provinces de Ninh Bình et de Vĩnh Phúc,.

## Description
Les femelles de la série type mesurent de 33,03 à 33,56 mm. Les femelles observées par Xu, Xu, Li, Pham et Li en 2017 mesurent de 17,10 à 30,20 mm.

## Publication originale
- Zhu, Zhang & Zhang, 2006 : Rare spiders of the genus Cyclocosmia (Arachnida: Araneae: Ctenizidae) from tropical and subtropical China. Raffles Bulletin of Zoology, vol. 54, no 1, p. 119-124 (texte intégral).